# Buongiorno Maria/Sei tu la madre
Buongiorno Maria / Sei tu la madre è il secondo singolo su 7" del Complesso gli Alleluia pubblicato nel 1968 dalla Edizioni Paoline.

## Tracce
Lato A
1. Buongiorno Maria (Marcello Giombini, Giuseppe Scoponi)

Lato B
1. Sei tu la madre (Giuseppe Scoponi, Marcello Giombini)